# Otros Aires
Otros Aires, die sich selbst als audiovisuelles, von der Mestizo-Musik beeinflusstes, Retro-Avantgarde-Projekt bezeichnen, ist eine spanisch-argentinische Gruppe, die dem Electrotango zugerechnet wird. Sie wurde insbesondere durch die Kombination von Samplings klassischer Aufnahmen aus der Frühzeit des Tango Argentino mit modernen Stilen und Instrumenten bekannt.

## Geschichte
Otros Aires wurde ursprünglich 2003 von dem Musiker und Architekten Miguel Di Genova  (Gesang, Gitarre, Sampling und Videos), Toni Cupedo (Bass) und Josep Lluis Guart (Klavier und Keyboards) gegründet. Das Trio hatte seinen ersten Auftritt im Dezember 2003 in Barcelona und begann ab diesem Zeitpunkt, sich durch Auftritte in den Clubs der katalanischen Hauptstadt bekannt zu machen.
Mitte 2004 kehrte Di Genova nach Argentinien zurück und nahm mit Hugo Satorre (Bandoneon), Pablo Lasala (Klavier und Keyboards) und Emmanuel Mayol (Schlagzeug und Perkussion) eine erste CD mit dem Titel Otros Aires auf. Die CD wurde am 11. Dezember 2004, dem Geburtstag Carlos Gardels, im Gardelmuseum der Öffentlichkeit vorgestellt. Sie verband mit Hilfe des Samplings Aufnahmen aus der Frühzeit des Tango Argentino von Sängern wie Carlos Gardel und Orchesterleitern wie Juan D’Arienzo mit elektronischen Sequenzen, Rhythmen, Melodien und Texten des 21. Jahrhunderts.
Die nächsten zwei Jahre hatte die Band zahlreiche Auftritte in Argentinien und tourte anschließend durch Deutschland, Niederlande, Türkei, Griechenland, Polen und Chile. Nachdem Satorre und Lasala durch Omar Massa am Bandoneon und Diego Ramos am Klavier ersetzt worden waren, nahm die Band in der neuen Besetzung ihr zweites Album dos auf.
2008 wurde unter dem Titel Vivo en Otros Aires ein Livealbum veröffentlicht. 2009 schloss sich eine Tour durch die USA an.
2010 erschien wieder ein Studioalbum unter dem Titel Tricota. Am Schlagzeug hatte Martín Bruhn inzwischen Manu Mayol ersetzt. Ergänzt wird die Band hier von dem Orquesta Típica Los Reyes del Tango.

## Beispielliste verwendeter Samples
- La Viruta. (Orquesta de Juan D’Arienzo; 1936) in Sin Rumbo.
- Mi noche triste. (Carlos Gardel) in Percanta.
- El Carretero. (Carlos Gardel; 1922) in La Pampa Seca. und En direccíon a mi casa.
- Milonga Sentimental. (Carlos Gardel; 1929) in Milonga Sentmental.
- Aquel muchacho triste. (Carlos Gardel; 1929) in Aquel muchacho bueno. und Amor que se baila.
- Puente alsina. (Rosita Quiroga; 1926) in Otro puente alsina.
- Niebla del riachuelo. (Edmundo Rivero) in Niebla del riachuelo.
- Un baile a beneficio. (Orquesta de Osvaldo Pugliese; 1950) in Un baile beneficio -La Porida-.
- La Yumba. (Orquesta de Osvaldo Pugliese; 1946) in La Yumba.

## Diskografie (Auswahl)
- Otros Aires (2004; Union de Musicos Independientes)
- dos (2007; Union de Musicos Independientes)
- Tricota (2010; galileo)
- Otros Aires 4 (2013; Otrotono)
- Perfect Tango (2016; Union de Musicos Independientes)
- Otros Aires presents Balkan Airs (2017; Galileo Mc / Galileo Music Communication)
- Ratos Luz (2019)